# Christos Chua
Christos Chua (* 29. Oktober 2004 in Singapur) ist ein singapurischer Fußballspieler.

## Karriere
Christos Chua erlernte das Fußballspielen in der Schulmannschaft der Tanjong Katong Secondary School. Am 1. Januar 2022 wechselte er in die Juniorenmannschaft des Erstligisten Geylang International. Sein Erstligadebüt gab der Juniorenspieler am 19. August 2023 (26. Spieltag) im Heimspiel gegen die Young Lions. Bei dem 3:0-Erfolg wurde er in der 88. Minute für Shahfiq Ghani eingewechselt.

## Sonstiges
Christos Chua ist der Bruder von Zikos Chua.